# 胡子婴

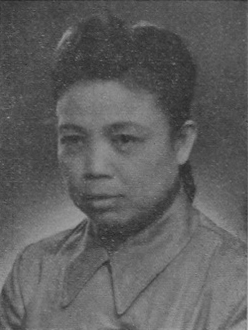
胡子嬰

胡子婴（1907年3月17日—1982年11月30日），原名胡晓春、笔名宋霖，浙江上虞人，中国近现代政治人物，章乃器第二任妻子。

## 生平
胡子婴早年在工厂做工期间曾参与工人运动。1927年她前往上海，进入商务印书馆工作，参加上海工人第三次武装起义。后因被当局通辑而返回上虞，入读杭州女子师范学校。1928年，与章乃器成婚。1931年回到上海，之后曾担任上海妇女界救国联合会理事、上海各界救国联合会总干事。抗日战争期间她前往重庆参与抗战。期间，她与章乃器离婚。抗战结束后，她与黄炎培、章乃器等于1945年发起成立民主建国会，出任理事。1946年随民建总会一同迁往上海。1949年曾参加中国人民政治协商会议第一届全体会议。

中华人民共和国成立后，她出任政务院财政经济委员会副秘书长。1959年调任中华人民共和国商业部副部长。此外，她还是第一至四届全国人大代表，第五届全国政协常委，中国民主建国会中央常委。1982年11月30日逝世。